# Čelinac
Čelinac (in serbo Челинац) è un comune della Repubblica Serba di Bosnia ed Erzegovina con 16.874 abitanti al censimento 2013. 
È situata a 15 km ad ovest di Banja Luka. Confina con i comuni di Laktaši e Prnjavor a nord, con Teslić ad est, con Kotor Varoš, Kneževo a sud e Banja Luka ad ovest.

## Località
Oltre a Štrbe, principale località, il comune è composto dai villaggi di Jošavka, Snjegotina, e Grabovac 

## Obiettivi turistici
- Monastero Stuplje, chiesa ortodossa